# 太子道西177及179號
太子道西177及179號（英語：177 & 179 Prince Edward Road West），是香港一幢戰前轉角建築，位於香港九龍油尖旺區旺角太子道西177及179號，為香港三級歷史建築。

## 歷史

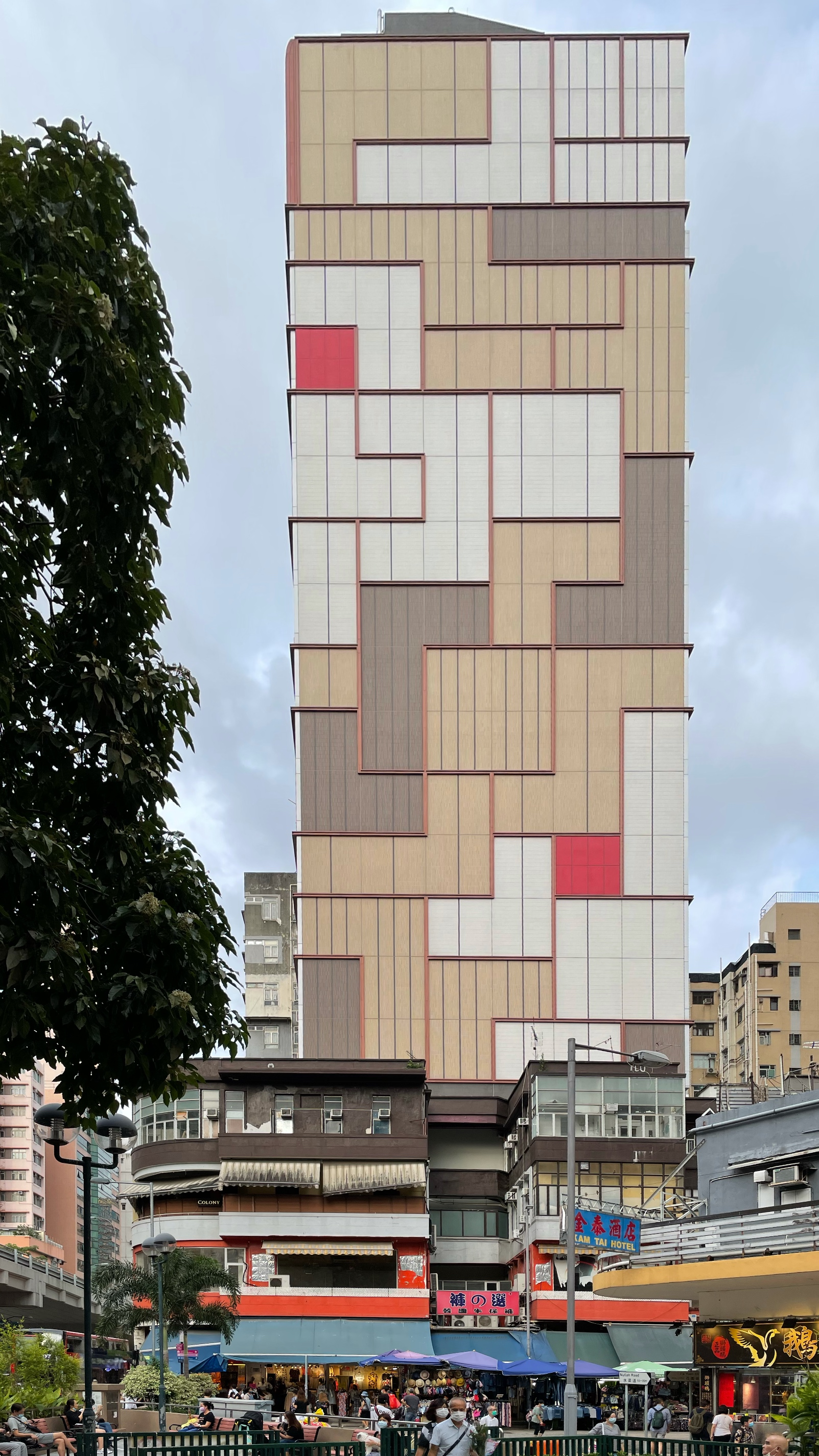
建成後的 Hotel 1936

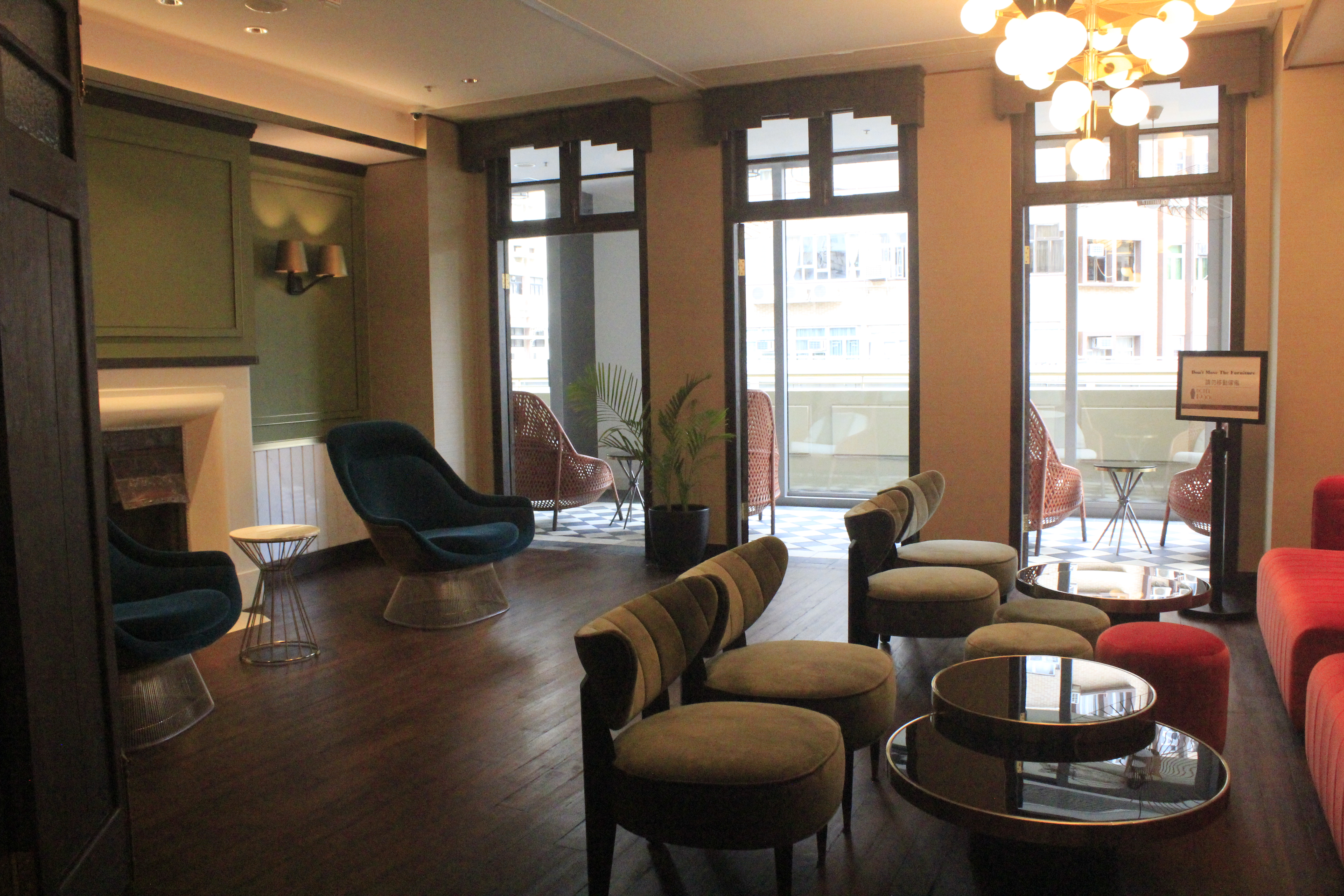
Hotel 1936 二樓內保留舊建築裝潢的展覽廳

太子道西177及179號於1937年落成，由中華巴士創辦人之一黃旺財的兒子黃耀南和女兒黃潔秋買地興建。
其中179號現由大鴻輝興業持有，屬旗下活化項目「Hotel 1936」，會保留建築前半部分（包括正立面），但後半部分則拆卸並重建為1幢20層高的精品酒店，工程斥資逾1億元，而地產商表示過程中會使用香港未曾用過的打樁方式。物業於2007年初被收購，原本預計於2010年宣佈活化後兩至三年內落成，而酒店最後延至2020年12月正式開幕，並開放二樓常設展廳予公眾參觀。
太子道西177及179號分別於2010年11月10日，及同年3月2日被古物諮詢委員會確定評級為三級歷史建築。

## 建築特色
太子道西177及179號位於太子道西與花園街交界，是現存少數的戰前轉角洋樓，而兩號門牌會共用樓梯。
179號建築設計採用1930年代盛行的裝飾藝術風格，應用在梯級山牆、條狀裝飾、頂部的旗杆及垂幕形狀結構等。

## 在此取景電影
由於建築歷史悠久，而且位於街道轉角位置，因此曾作電影取景處，其中包括：
- 《桃色》
- 《星月童話》
- 《絕世好賓》
- 《神經俠侶》

## 外部連結
- Hotel 1936
- Docomomo HK：太子道西177-179號公寓（页面存档备份，存于）